# Ekaterina Evseeva
Ekaterina Jur'evna Evseeva (in kazako Екатерина Юрьевна Евсеева?; tr.en.: Yekaterina Yevseyeva; Almaty, 22 giugno 1988) è un'ex altista kazaka.
Nel corso della sua carriera ha vinto due medaglie mondiali di bronzo a livello under 20 e under 18 e una medaglia d'argento alle Universiadi di Belgrado. Ha preso parte ai Giochi olimpici di Pechino 2008 e collezionato alcune medaglie a livello continentale.

## Palmarès
| Anno | Manifestazione             | Sede      | Evento        | Risultato | Prestazione | Note |
| ---- | -------------------------- | --------- | ------------- | --------- | ----------- | ---- |
| 2005 | Mondiali U18               | Marrakech | Salto in alto | Bronzo    | 1,85 m      |      |
| 2006 | Campionati asiatici U20    | Taipa     | Salto in alto | Argento   | 1,88 m      |      |
| 2006 | Mondiali U20               | Pechino   | Salto in alto | Bronzo    | 1,84 m      |      |
| 2007 | Campionati asiatici        | Amman     | Salto in alto | Argento   | 1,91 m      |      |
| 2007 | Giochi asiatici indoor     | Macao     | Salto in alto | Argento   | 1,88 m      |      |
| 2008 | Campionati asiatici indoor | Doha      | Salto in alto | Argento   | 1,91 m      |      |
| 2008 | Mondiali indoor            | Valencia  | Salto in alto | 13ª (q)   | 1,86 m      |      |
| 2008 | Giochi olimpici            | Pechino   | Salto in alto | 28ª (q)   | 1,85 m      |      |
| 2009 | Universiadi                | Belgrado  | Salto in alto | Argento   | 1,91 m      |      |
| 2009 | Mondiali                   | Berlino   | Salto in alto | 28ª (q)   | 1,85 m      |      |
| 2009 | Giochi asiatici indoor     | Hanoi     | Salto in alto | 9ª        | 1,80 m      |      |